# (4148) McCartney
(4148) McCartney est un astéroïde de la ceinture principale.

## Description
(4148) McCartney est un astéroïde de la ceinture principale. Il fut découvert par Edward L. G. Bowell le 11 juillet 1983 à Flagstaff (observatoire Lowell). Il présente une orbite caractérisée par un demi-grand axe de 2,2442 UA, une excentricité de 0,0975 et une inclinaison de 5,1987° par rapport à l'écliptique.
Il fut nommé en honneur à Paul McCartney, musicien britannique du groupe de musique rock « Les Beatles ».

## Compléments